# Красная Гора (Донецкая область)
Красная Гора (укр. Красна Гора) — посёлок в Бахмутской городской общине Бахмутского района Донецкой области Украины.
11 февраля 2023 года в ходе российского зимнего наступления во время вторжения России на Украину оккупирован вооружёнными силами РФ.

## География
Расположен к северу от города Бахмута, на берегу реки Бахмутки.

## Население
Население по переписи 2001 года составляло 690 человек.
| Год  | Количество жителей |
| ---- | ------------------ |
| 1970 | 823                |
| 1979 | 765                |
| 1989 | 734                |
| 1992 | 700                |
| 1998 | 700                |
| 2001 | 681                |
| 2009 | 667                |
| 2010 | 660                |
| 2011 | 686                |
| 2012 | 655                |
| 2013 | 650                |
| 2014 | 642                |